# Llista d'espècies de cirtauquènids

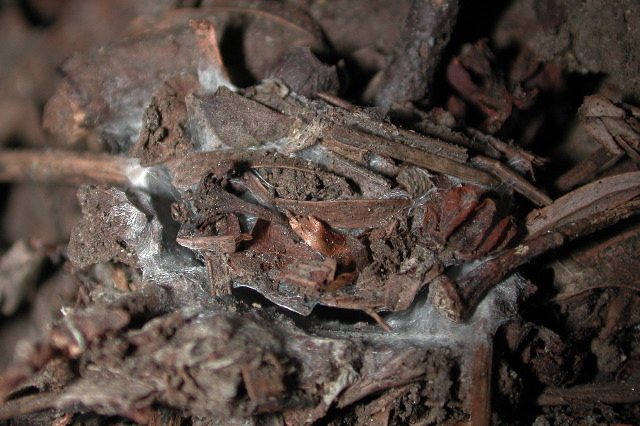
Cau de Promyrmekiaphila tancat, ...

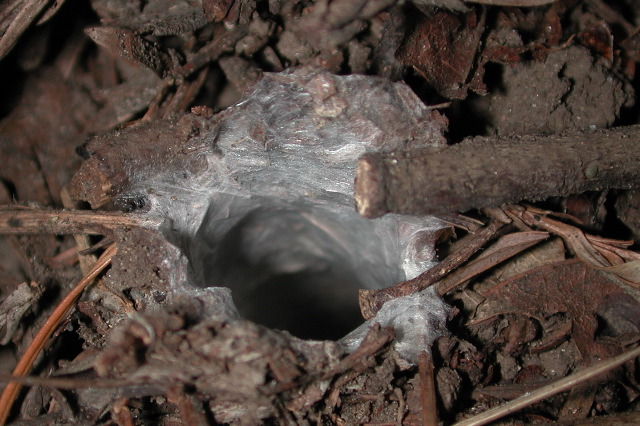
... i obert.

Llista d'espècies de cirtauquènids, una família d'aranyes migalomorfs descrita per primera vegada per Eugène Simon l'any 1892. Tenen una àmplia distribució per una gran part d'Amèrica, alguns punts d'Àsia i l'Europa mediterrània, i per tota l'Àfrica. Aquest llistat conté la informació recollida fins al 29 d'agost de 2006.

## Gèneres i espècies

### Acontius
Acontius Karsch, 1879
- Acontius aculeatus (Simon, 1903) (Guinea Equatorial)
- Acontius Àfricanus (Simon, 1889) (Oest d'Àfrica, Congo)
- Acontius australis (Simon, 1886) (Argentina)
- Acontius hartmanni Karsch, 1879 (Oest d'Àfrica)
- Acontius humiliceps (Simon, 1907) (Bioko)
- Acontius lamottei (Dresco, 1972) (Costa d'Ivori)
- Acontius lawrencei (Roewer, 1953) (Congo)
- Acontius lesserti (Roewer, 1953) (Congo)
- Acontius machadoi (Lessert, 1938) (Congo)
- Acontius stercoricola (Denis, 1955) (Guinea)

### Ancylotrypa
Ancylotrypa Simon, 1889
- Ancylotrypa angulata Roewer, 1953 (Congo)
- Ancylotrypa atra Strand, 1906 (Etiòpia, Kenya)
- Ancylotrypa barbertoni (Hewitt, 1913) (Sud-àfrica)
- Ancylotrypa bicornuta Strand, 1906 (Sud-àfrica)
- Ancylotrypa brevicornis (Hewitt, 1919) (Sud-àfrica)
- Ancylotrypa brevipalpis (Hewitt, 1916) (Sud-àfrica)
- Ancylotrypa brevipes (Karsch, 1879) (Oest d'Àfrica)
- Ancylotrypa breyeri (Hewitt, 1919) (Sud-àfrica)
- Ancylotrypa bulcocki (Hewitt, 1916) (Sud-àfrica)
- Ancylotrypa coloniae (Pocock, 1902) (Sud-àfrica)
- Ancylotrypa cornuta Purcell, 1904 (Sud-àfrica)
- Ancylotrypa decorata (Lessert, 1938) (Congo)
- Ancylotrypa dentata (Purcell, 1903) (Sud-àfrica)
- Ancylotrypa dreyeri (Hewitt, 1915) (Sud-àfrica)
- Ancylotrypa elongata Purcell, 1908 (Namíbia)
- Ancylotrypa fasciata Fage, 1936 (Kenya)
- Ancylotrypa flaviceps (Pocock, 1898) (Est d'Àfrica)
- Ancylotrypa flavidofusula (Hewitt, 1915) (Sud-àfrica)
- Ancylotrypa fodiens (Thorell, 1899) (Camerun)
- Ancylotrypa fossor Simon, 1889 (Àfrica Central)
- Ancylotrypa granulata (Hewitt, 1935) (Botswana)
- Ancylotrypa kankundana Roewer, 1953 (Congo)
- Ancylotrypa kateka (Roewer, 1953) (Congo)
- Ancylotrypa lateralis (Purcell, 1902) (Sud-àfrica)
- Ancylotrypa magnisigillata (Hewitt, 1914) (Sud-àfrica)
- Ancylotrypa namaquensis (Purcell, 1908) (Sud-àfrica)
- Ancylotrypa nigriceps (Purcell, 1902) (Sud-àfrica)
- Ancylotrypa nudipes (Hewitt, 1923) (Sud-àfrica)
- Ancylotrypa nuda (Hewitt, 1916) (Sud-àfrica)
- Ancylotrypa oneili (Purcell, 1902) (Sud-àfrica)
- Ancylotrypa pallidipes (Purcell, 1904) (Sud-àfrica)
- Ancylotrypa parva (Hewitt, 1916) (Sud-àfrica)
- Ancylotrypa pretoriae (Hewitt, 1913) (Sud-àfrica)
- Ancylotrypa pusilla Purcell, 1903 (Sud-àfrica)
- Ancylotrypa rufescens (Hewitt, 1916) (Sud-àfrica)
- Ancylotrypa schultzei (Purcell, 1908) (Namíbia)
- Ancylotrypa sororum (Hewitt, 1916) (Sud-àfrica)
- Ancylotrypa spinosa Simon, 1889 (Sud-àfrica)
- Ancylotrypa tookei (Hewitt, 1919) (Sud-àfrica)
- Ancylotrypa tuckeri Roewer, 1953 (Congo)
- Ancylotrypa vryheidensis (Hewitt, 1915) (Sud-àfrica)
- Ancylotrypa zebra (Simon, 1892) (Sud-àfrica)
- Ancylotrypa zeltneri (Simon, 1904) (Etiòpia)
- Ancylotrypa zuluensis (Lawrence, 1937) (Sud-àfrica)

### Anemesia
Anemesia Pocock, 1895
- Anemesia birulai (Spassky, 1937) (Turkmenistan)
- Anemesia incana Zonstein, 2001 (Tajikistan)
- Anemesia karatauvi (Andreeva, 1968) (Tajikistan)
- Anemesia tubifex (Pocock, 1889) (Afghanistan)

### Angka
Angka Raven & Schwendinger, 1995
- Angka hexops Raven & Schwendinger, 1995 (Tailàndia)

### Apomastus
Apomastus Bond & Opell, 2002
- Apomastus kristenae Bond, 2004 (EUA)
- Apomastus schlingeri Bond & Opell, 2002 (EUA)

### Aptostichus
Aptostichus Simon, 1891
- Aptostichus atomarius Simon, 1891 (EUA)
- Aptostichus flavipes Petrunkevitch, 1925 (EUA)
- Aptostichus hesPerús (Chamberlin, 1919) (EUA)
- Aptostichus simus Chamberlin, 1917 (EUA)
- Aptostichus stanfordianus Smith, 1908 (EUA)

### Bolostromoides
Bolostromoides Schiapelli & Gerschman, 1945
- Bolostromoides summorum Schiapelli & Gerschman, 1945 (Veneçuela)

### Bolostromus
Bolostromus Ausserer, 1875
- Bolostromus fauna (Simon, 1889) (Veneçuela)
- Bolostromus gaujoni (Simon, 1889) (Ecuador)
- Bolostromus holguinensis Rudloff, 1996 (Cuba)
- Bolostromus insularis (Simon, 1891) (St. Vincent)
- Bolostromus Panamànus (Petrunkevitch, 1925) (Panamà)
- Bolostromus pulchripes (Simon, 1889) (Veneçuela)
- Bolostromus riveti Simon, 1903 (Ecuador)
- Bolostromus suspectus O. P.-Cambridge, 1911 (Uganda)
- Bolostromus venustus Ausserer, 1875 (Colòmbia)

### Cyrtauchenius
Cyrtauchenius Thorell, 1869
- Cyrtauchenius artifex (Simon, 1889) (Algèria)
- Cyrtauchenius bedeli Simon, 1881 (Algèria)
- Cyrtauchenius bicolor (Simon, 1889) (Algèria)
- Cyrtauchenius castaneiceps (Simon, 1889) (Algèria)
- Cyrtauchenius dayensis Simon, 1881 (Algèria)
- Cyrtauchenius doleschalli Ausserer, 1871 (Itàlia, Sicília, Creta)
- Cyrtauchenius inops (Simon, 1889) (Algèria)
- Cyrtauchenius latastei Simon, 1881 (Algèria)
- Cyrtauchenius longipalpus (Denis, 1945) (Algèria)
- Cyrtauchenius luridus Simon, 1881 (Algèria)
- Cyrtauchenius maculatus (Simon, 1889) (Algèria)
- Cyrtauchenius obscurus Ausserer, 1871 (Sicília)
- Cyrtauchenius structor (Simon, 1889) (Algèria)
- Cyrtauchenius talpa Simon, 1891 (EUA)
- Cyrtauchenius terricola (Lucas, 1846) (Algèria)
- Cyrtauchenius vittatus Simon, 1881 (Algèria)
- Cyrtauchenius walckenaeri (Lucas, 1846) (Mediterrani)

### Entychides
Entychides Simon, 1888
- Entychides arizonicus Gertsch & Wallace, 1936 (EUA)
- Entychides aurantiacus Simon, 1888 (Mèxic)
- Entychides dugesi Simon, 1888 (Mèxic)
- Entychides guadalupensis Simon, 1888 (Guadalupe)

### Eucteniza
Eucteniza Ausserer, 1875
- Eucteniza atoyacensis Bond & Opell, 2002 (Mèxic)
- Eucteniza mexicana Ausserer, 1875 (Mèxic)
- Eucteniza relata (O. P.-Cambridge, 1895) (Mèxic)
- Eucteniza rex (Chamberlin, 1940) (EUA)
- Eucteniza stolida (Gertsch & Mulaik, 1940) (EUA)

### Fufius
Fufius Simon, 1888
- Fufius albovittatus (Simon, 1891) (Brasil)
- Fufius annulipes (Mello-Leitão, 1941) (Colòmbia)
- Fufius antillensis (F. O. P.-Cambridge, 1898) (Trinidad)
- Fufius atramentarius Simon, 1888 (Amèrica Central)
- Fufius auricomus (Simon, 1891) (Brasil)
- Fufius ecuadorensis (Simon, 1892) (Ecuador)
- Fufius funebris Vellard, 1924 (Brasil)
- Fufius lanicius (Simon, 1892) (Bolívia)
- Fufius lucasi Leite & Prezzi, 2004 (Brasil)

### Homostola
Homostola Simon, 1892
- Homostola abernethyi (Purcell, 1903) (Sud-àfrica)
- Homostola pardalina (Hewitt, 1913) (Sud-àfrica)
- Homostola reticulata (Purcell, 1902) (Sud-àfrica)
- Homostola vulpecula Simon, 1892 (Sud-àfrica)
- Homostola zebrina Purcell, 1902 (Sud-àfrica)

### Kiama
Kiama Main & Mascord, 1969
- Kiama lachrymoides Main & Mascord, 1969 (Nova Gal·les del Sud)

### Myrmekiaphila
Myrmekiaphila Atkinson, 1886
- Myrmekiaphila atkinsoni Simon, 1891 (EUA)
- Myrmekiaphila comstocki Bishop & Crosby, 1926 (EUA)
- Myrmekiaphila fluviatilis (Hentz, 1850) (EUA)
- Myrmekiaphila torreya Gertsch & Wallace, 1936 (EUA)

### Neoapachella
Neoapachella Bond & Opell, 2002
- Neoapachella rothi Bond & Opell, 2002 (EUA)

### Promyrmekiaphila
Promyrmekiaphila Schenkel, 1950
- Promyrmekiaphila clathrata (Simon, 1891) (EUA)
- Promyrmekiaphila gertschi Schenkel, 1950 (EUA)
- Promyrmekiaphila zebra (Chamberlin & Ivie, 1935) (EUA)

### Rhytidicolus
Rhytidicolus Simon, 1889
- Rhytidicolus structor Simon, 1889 (Veneçuela)